# Ali Bécheur
Ali Bécheur, né en 1939 à Sousse (protectorat français de Tunisie) et mort le 6 avril 2024,, est un écrivain, romancier, essayiste et nouvelliste tunisien de langue française.

## Biographie
Après des études à Tunis et Paris et un diplôme en sciences criminelles, Ali Bécheur devient professeur à la faculté de droit de Tunis et avocat à la Cour de cassation.
Il entame ensuite une carrière littéraire, et reçoit le Comar d'or en 1997, 2006 et 2018.
En 2006, il est l'animateur d'un atelier d'écriture au sein de la Médiathèque Charles-de-Gaulle de Tunis.

## Ouvrages

### Romans
- De Miel et d'aloès, Tunis, Cérès, 1989, 211 p. (ISBN 978-9973-70-007-0).
- Les Rendez-vous manqués : roman, Tunis, Cérès, 1994, 290 p. (ISBN 978-9973-19-051-2).
- Jours d'adieu : roman, Tunis, Cérès, 1996, 172 p. (ISBN 978-9973-19-290-5).
- Tunis blues, Tunis, Clairefontaine, 2002, 215 p. (ISBN 978-9973-83-401-0).
- Le Paradis des femmes : roman, Tunis, Elyzad, 2006, 298 p. (ISBN 978-9973-58-001-6).
- L'Attente, Tunis, Cérès, 2007, 160 p. (ISBN 978-9973-19-696-5).
- Chems Palace, Tunis, Elyzad, 2014, 262 p. (ISBN 978-9973-58-065-8).
- Les Lendemains d'hier : roman, Tunis, Elyzad, 2017, 266 p. (ISBN 978-9973-58-095-5).

### Nouvelles
- Les Saisons de l'exil, Tunis, Cérès Productions, 1991, 154 p. (ISBN 9973-700-54-6).
- Dernières nouvelles de l'été, Tunis, Elyzad, 2005, 159 p. (ISBN 978-9973-58-000-9)[4].
- Amours errantes, Tunis, Déméter, 2009, 153 p. (ISBN 978-9973-706-22-5).
- Petites pièces pour un puzzle, Tunis, Elyzad, 2022, 208 p. (ISBN 978-2492-27-059-8).

### Essai
- La Porte ouverte : essai sur la mémoire et l'identité, Tunis, La Nef, 2000, 77 p. (ISBN 9973-732-12-X).

### Interview
- Klaus Semsch, « Pour une culture méditerranéenne ouverte. Entretien avec le romancier tunisien Ali Bécheur », dans Nation und Region: zur Aktualität intrakultureller Prozesse in der globalen Romania, vol. 1 : Globale Romania, Berlin/Münster, LIT, 2011, p. 285-293.